# Erythroneura kanwakae
Erythroneura kanwakae är en insektsart som beskrevs av Robinson 1924. Erythroneura kanwakae ingår i släktet Erythroneura och familjen dvärgstritar. Inga underarter finns listade i Catalogue of Life.